# Étienne Luzac
Pour les articles homonymes, voir Luzac.
Étienne Luzac (né en 1706 à Franeker - décédé le 9 juin 1787 à Leyde) fut l'un des rédacteurs, puis l'éditeur de la Gazette de Leyde, un journal politique d'expression française publié à Leyde, aux Pays-Bas.

## Biographie
Au départ, Luzac étudie la théologie pendant plusieurs années. Mais à cause de sa critique des Canons de Dordrecht et de l'opposition qui en résulte, il arrête ses études. Il aide alors son frère Elie à diriger un pensionnat.
Âgé d'une vingtaine d'années, Luzac commence à travailler comme rédacteur à la Gazette de Leyde. Depuis 1677, le propriétaire en était le français et huguenot Jean-Alexandre de la Font, fondateur de la maison d'édition. Luzac devient le rédacteur en chef de ce magazine de langue française. Il reste en contact régulier avec des professeurs de l'Université de Leyde. Il s'abstint de polémiques ecclésiastiques ou politiques.
En 1738, Luzac rachète la maison d'édition à la fille de la Font. En raison de l'important travail d'édition, en 1772, il se fait aider par deux cousins : Jean Luzac et Etienne Luzac Jr (1754-1809). Luzac reste célibataire et meurt en 1787. La maison d'édition de la Gazette de Leyde passe alors à son cousin Jean.